# Anti-Rechts-Bewegung
Die Anti-Rechts-Bewegung (chinesisch 反右運動, Pinyin Fǎn Yòu Yùndòng) war eine landesweite „Säuberung“ der sogenannten „Rechten“, die Mao Zedong ab 1957 in der Volksrepublik China ins Leben gerufen hatte. Dabei wurden zwischen einer und zwei Millionen Menschen willkürlich als „rechts“ eingestuft und in zwei Schüben in Erziehungshaft gesteckt oder hingerichtet.
Es wird angenommen, dass die Bewegung 1959 endete. Die Kampagne war nicht auf die Kommunistische Partei selbst beschränkt. Auch hochrangige Vertreter der Kommunistischen Partei wie Deng Xiaoping und Peng Zhen spielten eine wichtige Rolle in der Kampagne. Die Kampagne wurde als Fortsetzung der „Berichtigungsbewegung“ (1942–1945) angesehen.
Nach den Statistiken aus der Zeit von „Boluan Fanzheng“ wurden mindestens 550.000 Menschen als „Rechte“ eingestuft und verfolgt. Die meisten Opfer waren Intellektuelle und Mitglieder anderer politischer Parteien, insbesondere Zhang Bojun, Qian Weichang (钱伟长), Gu Zhun (顾准) und Zhu Rongji, der später Chinas Ministerpräsident wurde. Andere haben geschätzt, dass insgesamt 1–2 Millionen Menschen verfolgt wurden, von denen viele aufs Land geschickt wurden oder „Laogai“ erhielten. Die genaue Anzahl der Todesfälle ist jedoch nicht bekannt.
Die Anti-Rechts-Bewegung war ein Wendepunkt in der Geschichte Chinas, nach dem China de facto in einen von der Kommunistischen Partei Chinas kontrollierten Einparteienstaat eintrat. Die Bewegung schuf nicht nur viele „ungerechte, falsche, unrechtmäßige Fälle (冤假错案)“, sondern beschädigte auch die Demokratie in China schwer und führte sowohl zum Großen Sprung nach vorn als auch zur Kulturrevolution danach.
In den späten 1970er und frühen 1980er Jahren startete Deng Xiaoping das „Boluan Fanzheng“ -Programm sowie die „Reform und Öffnung“ und gab zu, dass es Fehler in der Anti-Rechts-Bewegung gab. Mit Hilfe von Hu Yaobang wurde eine große Anzahl von „Rechten“ rehabilitiert, jedoch mit Ausnahme einer kleinen Anzahl von Menschen.